# Bioindustry Park Silvano Fumero
Il Bioindustry Park Silvano Fumero è un parco scientifico e tecnologico situato a Colleretto Giacosa, nell'area del Canavese, vicino a Torino.
Sorto nel 1998 con la denominazione BiPCa - Bioindustry Park Canavese, nel 2009 ha cambiato nome in ricordo del suo ideatore e fondatore, Silvano Fumero, manager e scienziato prematuramente scomparso nel 2008. Fin dalla sua creazione, ha svolto la funzione di integratore di sistema per lo sviluppo delle Scienze della Vita in Piemonte.

## Descrizione
Il Bioindustry Park promuove e sviluppa ricerche nel campo delle Scienze della Vita, collegando la ricerca universitaria al mondo delle imprese, con l'obiettivo di favorire la nascita e la crescita di aziende innovative. Offre opportunità di insediamento, laboratori di ricerca e servizi di consulenza specialistica, quali check-up aziendali, analisi di fattibilità e trasferimento tecnologico. Tre sono le principali aree di intervento del parco: i servizi per lo sviluppo e l'insediamento di nuove imprese; i servizi e i progetti scientifici; il trasferimento tecnologico e i servizi di supporto alle imprese.
Le attività di ricerca e di trasferimento tecnologico hanno il loro centro propulsivo nel LIMA (Laboratorio Integrato di Metodologie Avanzate). Grazie alla collaborazione con l'Università di Torino ed il CNR (Consiglio Nazionale delle Ricerche), il LIMA funge inoltre da centro di formazione permanente per ricercatori e dottorandi.
I servizi scientifici in qualità su problematiche bioanalitiche e di biologia molecolare e cellulare sono erogati da ABLE Biosciences, CRO del Parco.
Ad oggi il Parco ospita oltre 30 organizzazioni, tra cui grandi imprese come Bracco Imaging e Merck-Serono, oltre a start-up e centri di ricerca, per un totale di circa 550 addetti. Il Parco ospita il centro dell'Università di Torino per le tecnologie di imaging (MRI, ultrasuoni, raggi X, ...) focalizzato sulla valutazione di nuove soluzioni tecnologiche da applicare nel campo diagnostico o dello screening farmaceutico.
Dal 2009 Bioindustry Park è Soggetto gestore del Polo di Innovazione bioPmed per i settori biotech e biomedicale, costituito con l'intervento della Regione Piemonte. Il Polo raggruppa 80 tra aziende, centri di ricerca, università, associazioni e fondazioni che hanno firmato un accordo per la sua creazione e il suo sviluppo.
Nel corso degli anni, sono stati avviati diversi progetti europei e internazionali (ad esempio ALPS BIO CLUSTER, BIO-CT, ABC Europe, BioXclusters e BioProtech) sinergici alle attività del Polo-Parco e sono stati stipulati accordi con enti locali, nazionali ed internazionali, come la Camera di Commercio di Torino, il CEIP (Centro Estero Internazionalizzazione Piemonte), Cluster e Parchi scientifici in Europa, Africa, Stati Uniti, India e Cina.
Nel 2005 BiPCa aveva lanciato, grazie al supporto della Regione Piemonte, l'iniziativa Discovery per l'identificazione e la selezione di nuove idee imprenditoriali in ambito biotecnologico. Sono state create delle start up con il supporto di Eporgen Venture, società di seed capital specializzata nell'investimento in progetti imprenditoriali nel settore delle biotecnologie.